# Kenjiro Ezoe
Kenjiro Ezoe (江添 建次郎 Ezoe Kenjiro?, nacido el 25 de agosto de 1982 en Okayama) es un exfutbolista japonés. Jugaba de defensa y su último club fue el Sagawa Printing de Japón.

## Trayectoria

### Clubes
| Club            | País  | Año         |
| --------------- | ----- | ----------- |
| Cerezo Osaka    | Japón | 2005 - 2009 |
| Kataller Toyama | Japón | 2010 - 2011 |
| Sagawa Printing | Japón | 2012 - 2013 |

## Estadística de carrera

### J. League
| Club            | Año   | J. League | J. League | Copa J. League | Copa J. League | Total | Total |
| Club            | Año   | Part.     | Goles     | Part.          | Goles          | Part. | Goles |
| --------------- | ----- | --------- | --------- | -------------- | -------------- | ----- | ----- |
| Cerezo Osaka    | 2005  | 3         | 0         | 2              | 0              | 5     | 0     |
| Cerezo Osaka    | 2006  | 12        | 0         | 0              | 0              | 12    | 0     |
| Cerezo Osaka    | 2007  | 40        | 0         | -              | -              | 40    | 0     |
| Cerezo Osaka    | 2008  | 28        | 0         | -              | -              | 28    | 0     |
| Cerezo Osaka    | 2009  | 32        | 1         | -              | -              | 32    | 1     |
| Kataller Toyama | 2010  | 10        | 2         | -              | -              | 10    | 2     |
| Kataller Toyama | 2011  | 22        | 0         | -              | -              | 22    | 0     |
| Total           | Total | 147       | 3         | 2              | 0              | 149   | 3     |